# Poecilodryas cerviniventris
Poecilodryas cerviniventris es una especie de ave paseriforme, perteneciente a la familia Petroicidae, del género Poecilodryas.

## Localización
Es una especie de ave que habita en Australia.